# Катлинигый
Катлинигый (устар. Катлин-Игый) — река в России, протекает по Ханты-Мансийскому АО. Устье реки находится в 109 км по левому берегу реки Нёгусъях. Длина реки составляет 26 км.

## Данные водного реестра
По данным государственного водного реестра России, относится к Верхнеобскому бассейновому округу, водохозяйственный участок реки — Обь от города Нефтеюганск до впадения реки Иртыш, речной подбассейн реки — Обь ниже Ваха до впадения Иртыша. Речной бассейн реки — Верхняя Обь до впадения Иртыша.
Код объекта в государственном водном реестре — 13011100212115200048342.